# Bom Jesus das Selvas
Bom Jesus das Selvas este un oraș în unitatea federativă Maranhão (MA), Brazilia.